# Cyrtosia (plante)
Pour les articles homonymes, voir Cyrtosia.
Genre
Statut CITES
Classification GRIN
Cleistes est un genre d'orchidées asiatiques de la sous-famille des Vanilloideae.

## Description
Ce sont des herbacées mycotrophes au rhizome robuste, avec des racines charnues ou parfois tubéreuses. Les tiges sont dressées, souvent plusieurs à partir d'un rhizome, simples ou ramifiées, brun jaunâtre à brun rougeâtre, charnues, avec des écailles aux nœuds.
L'inflorescence est un racème ou une panicule terminale ou latérale, à plusieurs fleurs ; le rachis est légèrement poilu ou farineux ; les bractées florales sont persistantes. Les fleurs, de taille moyenne, ne s'ouvrent pas complètement. Les sépales et les pétales sont connivents ; les sépales sont souvent plus ou moins poilus abaxialement. Les pétales sont glabres ; la lèvre est dressée, non lobée, sans éperon, la base connivente à la colonne, embrassant plus ou moins la colonne. La colonne est légèrement incurvée, robuste, la partie supérieure élargie, sans pied ; l'anthère est terminale, incombante, à deux locules ; il y a deux pollinies granuleuses-farinacées, sans caudicule ni viscidium. Le fruit est charnu, indéhiscent. Les graines ont un testa robuste, sans aile ou avec une aile étroite autour.

## Répartition
Ce genre est endémique d'Asie. Il se rencontre en particulier en Asie du Sud-Est, à l'ouest jusqu'en Himalaya, à l'est et au nord jusqu'au Japon, au sud jusqu'en Nouvelle-Guinée.

## Liste des espèces
Selon Plants of the World online (POWO) (2 novembre 2023) :
- Cyrtosia falconeri (Hook.f.) Aver.
- Cyrtosia integra (Rolfe ex Downie) Garay
- Cyrtosia javanica Blume
- Cyrtosia lindleyana Hook.f. & Thomson
- Cyrtosia nana (Rolfe ex Downie) Garay
- Cyrtosia septentrionalis (Rchb.f.) Garay
- Cyrtosia taiwanica K.H.Wang & T.P.Lin

## Systématique
Le genre Cyrtosia a été décrit en 1825 par le botaniste germano-hollandais Carl Ludwig Blume (1796-1862). L'espèce type décrite en même temps, Cyrtosia javanica, a été désignée en 1873 par Pfeiffer.